# La Peuplade
La Peuplade est une maison d'édition québécoise fondée en 2006 par Mylène Bouchard et Simon Philippe Turcot,. Aujourd'hui, la maison compte plus de 70 auteurs (principalement québécois, canadiens anglais et scandinaves) et un catalogue de près de 120 titres diffusé au Canada et en Europe. Privilégiant d'abord la poésie durant les premières années de son existence, La Peuplade a élargi sa ligne éditoriale pour accueillir d'autres genres littéraires, en particulier le roman, les récits, les microrécits et des entretiens.
Avec d'autres maisons d'éditions québécoises fondées dans les années 2000 et 2010 telles Le Quartanier, Héliotrope, Alto ou Le Cheval d'août, La Peuplade contribue à un renouveau littéraire au Québec dont le rayonnement dépasse les frontières du pays,.

## Historique
La maison d'édition La Peuplade a été fondée en 2006 après que les deux cofondateurs, Mylène Bouchard et Simon Philippe Turcot, se sont installés dans la région du Saguenay-Lac-Saint-Jean. Étant eux-mêmes écrivains, ils s'étaient donné le défi de créer une entreprise à visée artistique en dehors des grands centres urbains sans toutefois lancer un projet de type régionaliste,.
Après cinq années d'existence, La Peuplade s'impose dans le paysage éditorial québécois comme une maison avant-gardiste dont la production suscite l'intérêt de la critique et dont les auteurs sont souvent nommés pour des prix littéraires :
« À la création de La Peuplade en 2006, nous ne pouvions nous imaginer ce chemin que nous allions parcourir et cette réelle place que nous allions occuper dans le paysage éditorial et littéraire québécois. La reconnaissance s'est vite fait sentir, par des recensions dans les médias, par des commentaires opportuns, par les réussites de chaque jour».
En 2013, La Peuplade adopte une nouvelle image de marque et travaille avec Julie Espinasse de l'atelier de conception graphique Mille Mille pour la refonte de leur logo d'entreprise et le design des couvertures,. Selon les deux cofondateurs de la maison d'édition, cette redéfinition de leur identité a donné une impulsion nouvelle à leur entreprise et leur collaboration avec l'atelier graphique montréalais se poursuit encore aujourd'hui.  
Toujours en 2013, les cofondateurs de la maison mettent en place un programme de traduction avec le Canada anglais et élargissent leur champ d'activités dans les autres provinces. Sur leur site web, ils proposent une série de courts métrages intitulée « Livres vus » qui s'inspire des œuvres de la maison, dont Fleurs au fusil de Marjolaine Deschênes, Le fil des kilomètres de Christian Guay-Poliquin et Niko de Dimitri Nasrallah, réalisés par le photographe et cinéaste Nicolas Lévesque,. La maison lance aussi un programme de résidence artistique, lequel avait d'ailleurs mené à la découverte et la collaboration de Julie Espinasse de l'atelier Mille Mille.

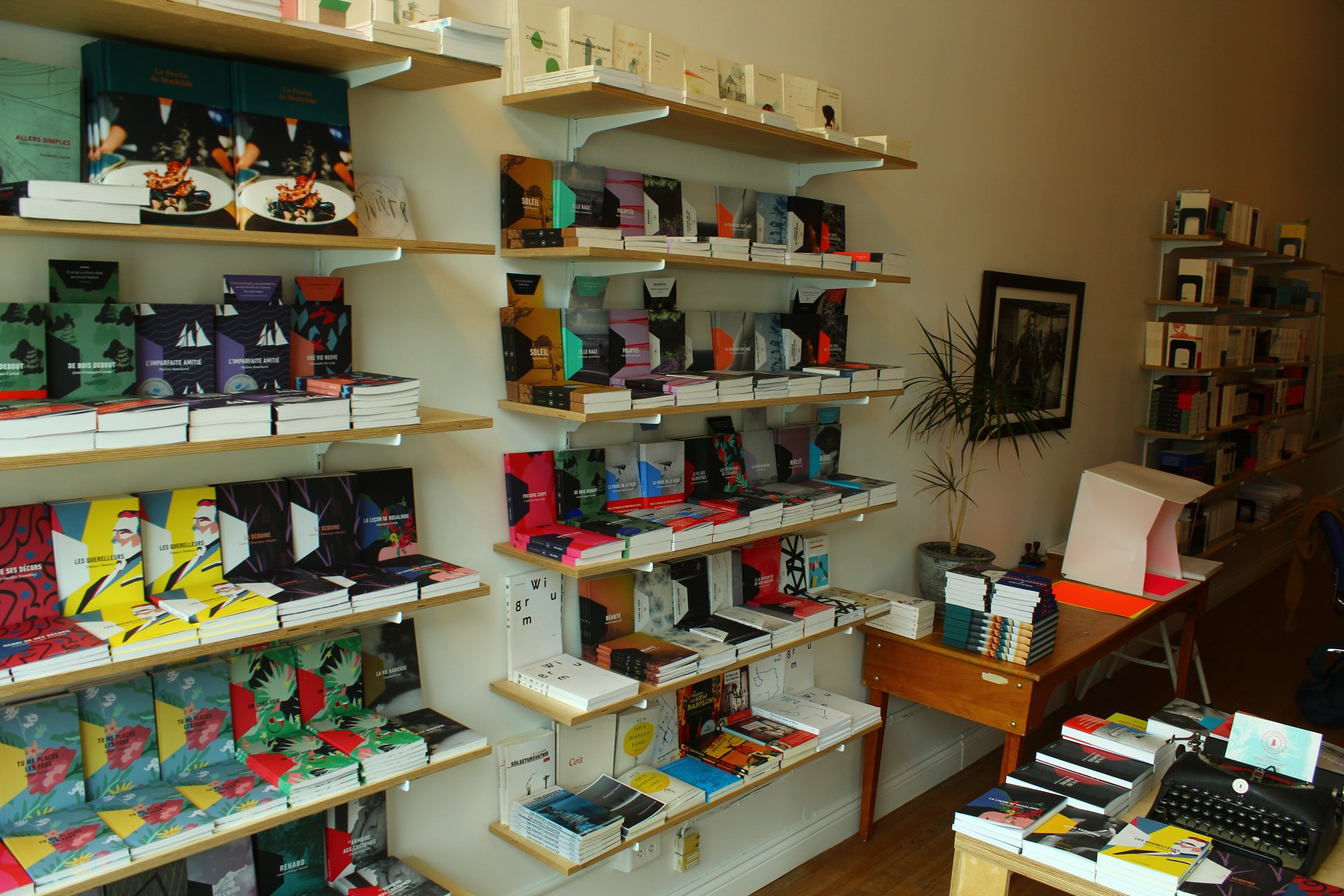
Intérieur de la boutique La Peuplade à Chicoutimi

À propos de l'intérêt que les cofondateurs ont toujours manifesté à l'égard d'autres formes d'arts, Simon Philippe Turcot s'exprimait en ces termes :
« On a toujours travaillé avec des artistes ; on a toujours voulu intégrer d'autres formes d'art au projet. Au début, on s'appelait "La Peuplade, maison d'édition et de diffusion d'art". Plus on avance, plus le projet éditorial se concrétise, et c'est vraiment la littérature qui est mise en avant. Ça demeure toujours une préoccupation pour nous d'essayer de faire travailler d'autres artistes provenant d'autres formes d'art. »
En 2016, la maison d'édition crée la collection « Fictions du Nord » qui a pour objectif de publier des auteurs et autrices traduits en français du Nord-du-Québec, du Canada anglais, de l'Alaska et des pays scandinaves. L'année suivante, en 2017, La Peuplade ouvre une boutique avec un coin café située sur la rue Racine à Chicoutimi, un projet dédié à leur collection qui vise également une clientèle touristique,
.
À partir de 2018, les livres de La Peuplade sont distribués systématiquement en France, en Belgique et en Suisse par le Centre de Diffusion de l'Édition (CDE, Madrigall, Paris),.
En plus de Mylène Bouchard qui assume la direction littéraire et Simon Philippe Turcot qui agit à titre de directeur général, le personnel de La Peuplade se compose aussi de l'éditeur et écrivain Paul Kawczak, de Stéfanie Tremblay, responsable des communications et d'une équipe promotionnelle à Paris,.

## Ligne éditoriale
La Peuplade publie une dizaine de titres par année. Les œuvres retenues partagent une préoccupation commune pour les notions de territoire, d'identité ou de nordicité, partagées autant par des auteurs québécois que scandinaves ou issus des Premières Nations. Comme la maison reçoit de nombreux manuscrits, le choix des œuvres se fait selon des critères qualitatifs et rigoureux, avec un intérêt particulier pour les textes à consonance poétique ou se distinguant par leur style,. Du point de vue des genres littéraires publiés, la ligne éditoriale de La Peuplade se caractérise par son ouverture à l'hybridation des genres ou aux formes qui remettent en cause les limites qui leur sont traditionnellement attribuées. L'écriture féminine occupe aussi une place importante dans la collection de la maison.
Les éditeurs de La Peuplade privilégient une approche personnalisée avec leurs auteurs en leur offrant un suivi et un accompagnement autant dans le processus de création que dans la vente et la promotion de leurs œuvres.

## Financement et distribution
Les Éditions de La Peuplade obtiennent de l'aide financière du gouvernement du Canada par l'entremise du Fonds du livre, ainsi que le soutien du Conseil des arts du Canada, de la Société de développement des entreprises culturelles du Québec (SODEC) et le gouvernement du Québec par l'entremise du Programme de crédit d'impôt pour l'édition de livres du Québec (gestion SODEC).
Depuis 2007, les livres de La Peuplade sont diffusés au Québec par Dimedia et en Europe, à partir de 2018, par CDE, Madrigall.

## Quelques autrices et auteurs publiés

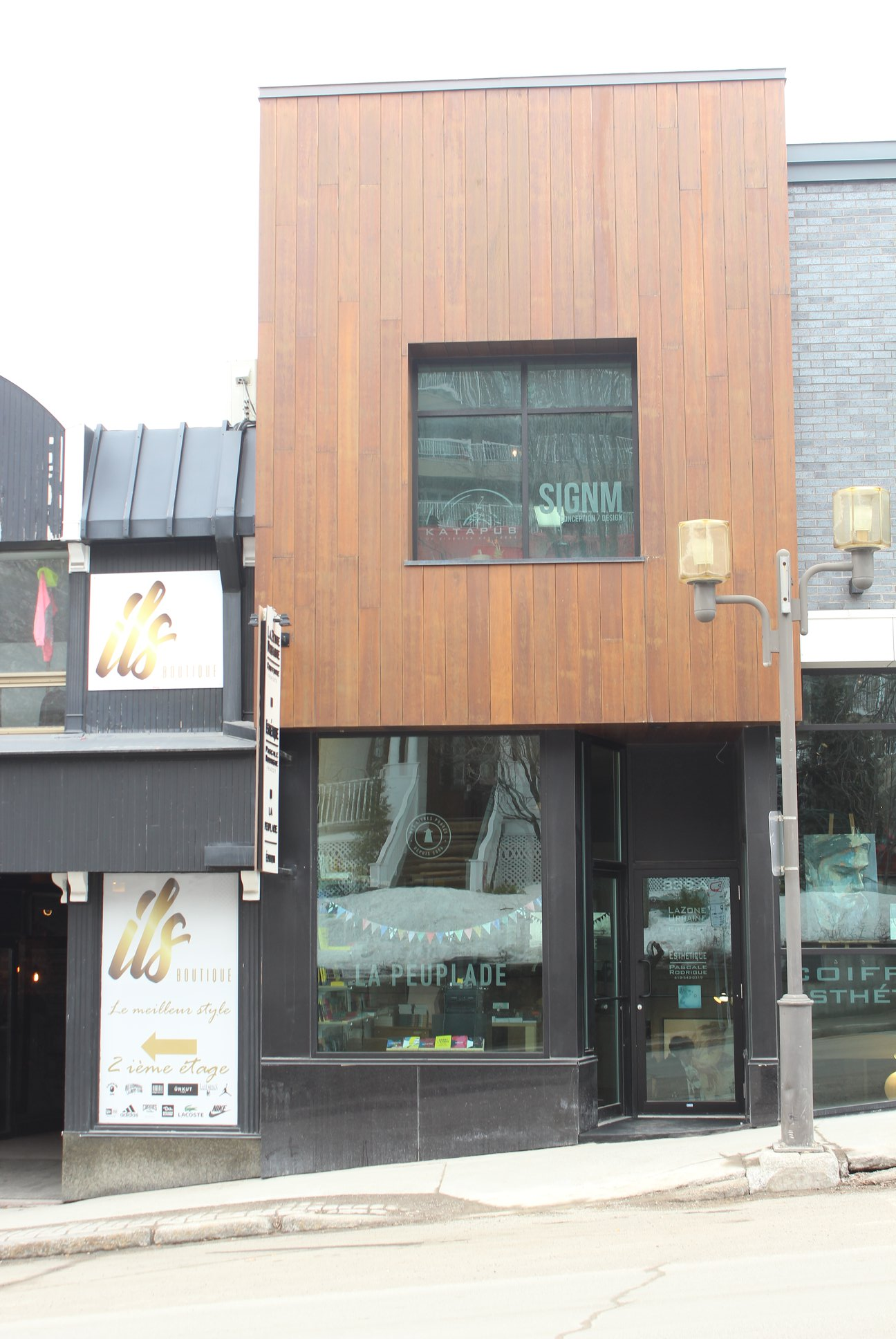
La Peuplade, vue de l'extérieur

- Marianne Apostolides
- Mélina Bernier
- Anne Cathrine Bomann
- Sophie Bouchard
- Mylène Bouchard
- Daniel Canty
- Jean-François Caron
- Nicholas Dawson
- Virginie DeChamplain
- Marjolaine Deschênes
- Sébastien Dulude
- Gyrðir Elíasson
- Mustapha Fahmi
- Mireille Gagné
- Kristina Gauthier-Landry
- Marie-Andrée Gill
- Christian Guay-Poliquin
- Dagur Hjartarson
- Tove Jansson
- Paul Kawczak
- Niviaq Korneliussen
- Michaël La Chance
- Bertrand Laverdure
- Frédérick Lavoie
- Sophie Létourneau
- Juliana Léveillé-Trudel
- Dimitri Nasrallah
- Anne Martine Parent
- Benoit Pinette (Tire le coyote)
- Noémie Pomerleau-Cloutier
- Charles Sagalane
- Dominique Scali
- Jordan Tannahill
- France Théoret
- Larry Tremblay
- Aaron Tucker
- François Turcot
- Simon Philippe Turcot
- Mélissa Verreault
- Marie-Hélène Voyer